# 渡辺一貴 (演出家)
渡辺 一貴（わたなべ かずたか、1969年 - ）は、日本の演出家、プロデューサー、映画監督。NHKエンタープライズ所属。静岡県富士市生まれ。

## 人物
小学生の頃より漫画をよく読んでおり、『ジョジョの奇妙な冒険』はリアルタイムで楽しんでいた。また同時にテレビっ子でもあり、中学に上がってからは深夜に放送されていた映画を楽しむようになる。
高校卒業後、一橋大学への入学に伴い上京。東京にはたくさんの映画館があることに感動を覚え、大学にはほとんど行かず、毎日のように映画を見る暮らしをする。この頃に影響を受けた作品として、ジャン＝リュック・ゴダール監督作品を始めとしたヌーヴェルヴァーグや、鈴木清順監督作品を挙げている。
1991年大学を卒業し、映画よりもフィクションの映像作品を作りたいという思いからNHKに入局。ドラマのディレクター希望での入局だったものの、入局してから3年から5年は様々な番組を担当させるというNHKの方針から、NHK岡山放送局にてニュース取材を行ったり、のど自慢を担当したりしていた。
1995年東京のドラマの部署に就き、大河ドラマなどの副監督を務める。そして、NHK名古屋放送局に移った2007年頃からドラマのチーフ演出を務めるようになる。名古屋放送局にてチーフ演出として制作に携わった『リミット-刑事の現場2-』は「雰囲気を殺さない、芝居を止めない、段取り通りでなくその場でひらめいたことをやってみる」といった渡辺の演出の土壌が出来上がった作品だと語っている。その後東京に戻り、大友啓史らとともに『龍馬伝』の演出を手掛ける。大友の大胆な演出方針は、その後自身が演出する際の一つの支えになっているという。
2018年、NHKエンタープライズに出向し、引き続きNHKのドラマ作品の企画立案、演出を務める。2020年より手掛けているドラマシリーズ『岸辺露伴は動かない』は、難易度が高いとされている漫画の実写化を成功させ、2021年1月度のギャラクシー賞を受賞した。
2022年、撮影監督の大和谷豪とともに映像制作プロダクション「CULTBLAN」を設立し、自身は取締役に就任した。
2023年に公開された映画『岸辺露伴 ルーヴルへ行く』では実写映画の初監督を務め、本作はNHKが製作したドラマの映画化作品として初めて興行収入が10億円を突破した。

## 主な担当番組・作品

### テレビドラマ
特記のないものはすべて演出。
- 必要のない人（1998年）※小林武、田中賢二、山下裕と共同[8]
- ちゅらさん（2001年）※榎戸崇泰、遠藤理央、大友啓史、藤井晴、高橋練、堀切園健太郎と共同[9]
- 恋セヨ乙女（2002年）※大友啓史と共同[10]
- 盲導犬クイールの一生（2003年）※岡崎栄、新田真三と共同[11]
- 慶次郎縁側日記（2004年）※吉村芳之と共同[12]
- 名探偵赤冨士鷹（2004年）※第二夜のみ[13]
- 勉強していたい!（2007年）[14]
- 監査法人（2008年）※柳川強と共同[15]
- リミット-刑事の現場2-（2009年）※チーフ演出[16]
- 龍馬伝（2010年）※大友啓史、真鍋斎、梶原登城、福岡利武、松園武大、西村武五郎と共同[17]
- 平清盛（2012年）※柴田岳志、中島由貴、佐々木善春、橋爪紳一朗、中野亮平と共同[18]
- ガラスの家（2013年）※渡邊良雄と共同[19]
- お葬式で会いましょう（2014年）※一木正恵、西村武五郎、川上剛、村橋直樹、保坂慶太と共同[20]
- まれ（2015年）※チーフ演出[21]
- おんな城主 直虎（2017年）※チーフ演出[22]
- 浮世の画家（2019年）[23]
- 岸辺露伴は動かない（2020年 - 2024年）企画・演出[24]
- 今だから、新作ドラマ作ってみました（2020年）企画・演出 ※第一夜、第二夜のみ[25]
- 70才、初めて産みますセブンティウイザン。（2020年）※渡辺昭寛と共同[26]
- おもひでぽろぽろ（2021年）[27]
- 雪国 -SNOW COUNTRY-（2022年）[28]
- デフ・ヴォイス（2023年）[29]

### 映画
- 岸辺露伴 ルーヴルへ行く（2023年5月26日公開）監督[6]
- ショウタイムセブン（2025年2月7日公開）監督[30]
- 岸辺露伴は動かない 懺悔室（2025年5月23日公開）監督[31]